# Pentax *ist DL2
Pentax *ist DL2 — 6 мегапиксельный цифровой зеркальный фотоаппарат. 
Анонсирован 26 января 2006 года. Предназначался лишь для рынков Канады и Азии. Основная целевая аудитория — начинающие фотографы, для которых эта камера первая. 
Максимальное разрешение снимка — 3008×2008 пикселов. ПЗС-матрица формата APS-C. Диапазон выдержек от 30 до 1/4000 секунды. 
Камера почти по всем показателям и внешнему виду дублирует, разработнанную совместно с Pentax, Samsung GX-1L. Диапазон чувствительности от 200 до 3200 ISO. *ist DL2 — это несколько усовершенствованная *ist DL.

## Отличия от предыдущей модели*ist DL

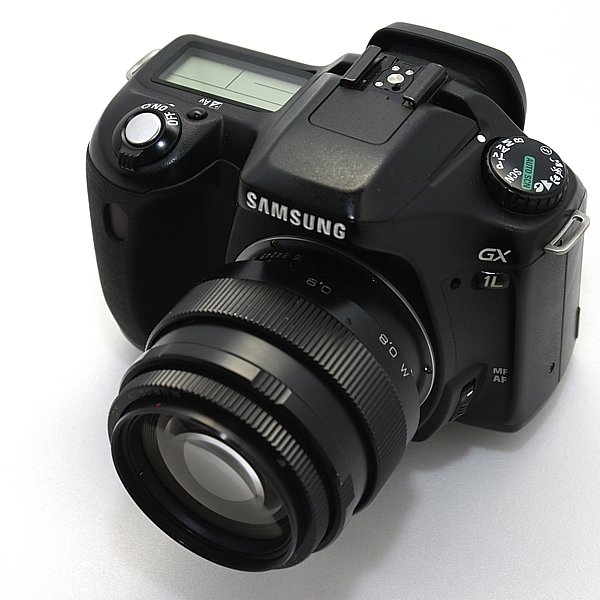
Камера-клон Samsung GX-1L

- 5 точек системы автофокусировки вместо 3-х. Подсветка точек в видоискателе отсутствует.
- Добавлены следующие автоматические режимы: «Ночной снимок», «Пляж, снег», «Текст», «Закат», «Дети», «Домашние животные», «Свеча», «Музей».
- Добавлена предустановка баланса белого «Вспышка».
- Поле зрение видоискателя расширено с 95 % до 96 %.
- Отображение в видоискателе выбранного авторежима и следящего автофокуса.
- На корпусе добавлены небольшие серебристые вставки (рамки обоих дисплеев, кнопка включения, селектор режима, кнопки Fn и ОК, кнопка-перекрестие) в то время как *ist DL не имел их ни в чёрной, ни в серебристой версии.